# Bělá (berg)
Bělá är ett berg i Tjeckien.   Det ligger i regionen Mellersta Böhmen, i den centrala delen av landet, 50 km nordost om huvudstaden Prag. Toppen på Bělá är 336 meter över havet.
Terrängen runt Bělá är platt.Runt Bělá är det tätbefolkat, med 276 invånare per kvadratkilometer. Närmaste större samhälle är Mladá Boleslav, 13,5 km sydost om Bělá. Trakten runt Bělá består till största delen av jordbruksmark.